# دانيال سانتوس (ملاكم)
دانيال سانتوس مواليد 10 أكتوبر 1975 في سان خوان، هو ملاكم بورتوريكي يصنف ضمن فئة وزن الوسط. حقق بطولة رابطة الملاكمة العالمية وبطولة منظمة الملاكمة العالمية. شارك في دورة الألعاب الأولمبية الصيفية سنة 1996. حقق الميدالية الفضية في دورة الألعاب الأمريكية 1995.

## إحصائيات
خاض خلال مسيرته 38 نزالا، فاز في 32 وتعادل في 1 وخسر في 4. فاز بالضربة القاضية في 23 نزالا.

## الميداليات
| الميدالية | المسابقة                       |
| --------- | ------------------------------ |
| برونزية   | الألعاب الأولمبية الصيفية 1996 |
| فضية      | دورة الألعاب الأمريكية 1995    |

## روابط خارجية
- دانيال سانتوس على موقع بوكس ريك (الإنجليزية) (registration required)
- دانيال سانتوس على موقع أوليمبيديا (الإنجليزية)